# Кейта, Мадиу
Хала́дж Мадиу́ Кейта́ (фр. Haladj Madiou Keita; род. 29 августа 2004, Амийи) — гвинейский футболист, защитник клуба «Осер». Участник Олимпийских игр 2024 в Париже.

## Клубная карьера
Кейта — воспитанник клубов «Анже» и «Осер». 18 ноября 2023 года в поединке Кубка Франции против «Пау де Валю» Мадиу дебютировал за основной состав последних. 

## Международная карьера
В 2024 году Кейта был включён в заявку олимпийской сборной Гвинеи на участие в Олимпийских играх в Париже. На турнире он сыграл в матчах против команд Новой Зеландии, Франции и США. 